# 3887 Ґерштнер
3887 Ґерштнер (3887 Gerstner) — астероїд головного поясу, відкритий 22 серпня 1985 року.
Тіссеранів параметр щодо Юпітера — 3,223.